# Должности федеральной государственной гражданской службы
Должности федеральной государственной гражданской службы в Российской Федерации — это должности, перечень наименований которых утверждён указом президента России от 31 декабря 2005 г. № 1574 «О Реестре должностей федеральной государственной гражданской службы». 
Наименования должностей федеральной государственной гражданской службы в федеральных государственных органах или их аппаратах должны соответствовать наименованиям должностей, включенных в Реестр должностей федеральной государственной гражданской службы. 
Должности в Реестре должностей федеральной государственной гражданской службы распределены по 4 категориям должностей (руководители, помощники (советники), специалисты, обеспечивающие специалисты) и 5 группам должностей (высшая, главная, ведущая, старшая, младшая). 
В каждом субъекте Российской Федерации утверждаются свои реестры должностей государственной гражданской службы соответствующего субъекта Российской Федерации. Должности федеральной государственной гражданской службы отличаются от «государственных должностей Российской Федерации». 

## Категории должностей

### Руководители
Должности категорий "руководители" подразделяются на высшую, главную и ведущую группы должностей гражданской службы. 

### Помощники (советники)
Должности категорий "помощники (советники)" подразделяются на высшую, главную и ведущую группы должностей гражданской службы. 

### Специалисты
Должности категории "специалисты" подразделяются на высшую, главную, ведущую и старшую группы должностей гражданской службы. 

### Обеспечивающие специалисты
Должности категории "обеспечивающие специалисты" подразделяются на главную, ведущую, старшую и младшую группы должностей гражданской службы.

## Группы должностей
Согласно Федеральному закону «О государственной гражданской службе Российской Федерации» от 27.07.2004 № 79-ФЗ должности гражданской службы подразделяются на следующие группы: 1) высшие должности гражданской службы; 2) главные должности гражданской службы; 3) ведущие должности гражданской службы; 4) старшие должности гражданской службы; 5) младшие должности гражданской службы.

### Высшие должности
Федеральным гражданским служащим, замещающим должности гражданской службы высшей группы должностей (за исключением федеральных гражданских служащих, которым присваиваются дипломатические ранги), присваивается классный чин гражданской службы Российской Федерации — действительный государственный советник Российской Федерации 1, 2 или 3 класса либо классный чин юстиции — действительный государственный советник юстиции Российской Федерации 1, 2 или 3 класса.
Порядок присвоения и сохранения классных чинов гражданской службы Российской Федерации федеральным гражданским служащим, соотношение классных чинов гражданской службы Российской Федерации, воинских и специальных званий, классных чинов юстиции, классных чинов прокурорских работников, а также соответствие классных чинов гражданской службы Российской Федерации должностям федеральной гражданской службы высшей группы должностей устанавливается указом Президента Российской Федерации.
Для замещения должностей гражданской службы категорий "руководители", "помощники (советники)", "специалисты" высшей группы должностей гражданской службы обязательно наличие высшего образования не ниже уровня специалитета, магистратуры.
Гражданский служащий, замещающий должность гражданской службы категории "руководители" высшей группы должностей гражданской службы, в целях исключения конфликта интересов в государственном органе не может представлять интересы гражданских служащих в выборном профсоюзном органе данного государственного органа в период замещения им указанной должности.
Гражданскому служащему, достигшему предельного возраста пребывания на гражданской службе (65 лет), замещающему должность гражданской службы категории "руководители" высшей группы должностей гражданской службы, срок гражданской службы с его согласия может быть продлен (но не свыше чем до достижения им возраста 70 лет) назначившими его на должность государственным органом или соответствующим должностным лицом.
Ненормированный служебный день устанавливается для гражданских служащих, замещающих высшие и главные должности гражданской службы.

## История
Ранее действовал Реестр государственных должностей федеральных государственных служащих, утверждённый Указом Президента Российской Федерации от 11 января 1995 г. № 33 «О Реестре государственных должностей федеральных государственных служащих». Должности в нём распределялись по органам государственной власти и государственным органам, 2 категориям должностей («Б» и «В»
) и 5 группам должностей (высшая, главная, ведущая, старшая, младшая).